# Malcolmia arenaria
Malcolmia arenaria là một loài thực vật có hoa trong họ Cải. Loài này được (Desf.) DC. mô tả khoa học đầu tiên năm 1821.